# Al-Yarmouk SC
Der al-Yarmouk SC (arabisch نادي اليرموك الرياضي, DMG Nādī l-Yarmūk ar-riyāḍī) ist ein kuwaitischer Fußballverein mit Sitz im Wohngebiet Mishref im Gouvernement Hawalli.

## Geschichte

### Gründung bis 1980er Jahre
Der Klub wurde am 5. März 1965 gegründet und am 7. März in das Register eingetragen. Ursprünglich ging der Klub von Spielern auf der Insel Failaka aus welche offiziell der Kuwait Football Association beitreten wollten, um die Bevölkerung der umliegenden Inseln zu repräsentieren. Der Name des Klubs fußt auf die Schlacht am Jarmuk. Der Klub spielte erst einmal nur unterklassig und stieg zur Saison 1968/69 erstmals in die oberste Liga auf. Hier konnte sich die Mannschaft mehreren Ligareformen zum Trotz über sehr viele Jahre halten. Erst nach der Saison 1987/88 musste die Mannschaft mit sechs Punkten über den 8. und damit letzten Platz, den Gang in die Zweitklassigkeit antreten. Zur Saison 1989/90 gelang dann aber direkt der Wiederaufstieg.

### Heutige Zeit
Da die Saison 1990/91 durch den Zweiten Golfkrieg nicht ausgespielt wurde, kam es in der Saison 1991/92 zur Bildung von zwei Gruppen. Yarmouk bildete dabei am Ende der Saison den Kopf der Gruppe A. Im anschließenden Play-off um die Meisterschaft gelang es der Mannschaft bis ins Finale gegen al-Qadsia zu gelangen, wo man dann jedoch mit 2:0 unterlag. Die Mannschaft verblieb danach auch weiter erstklassig. Erst nach der Spielzeit 1999/2000 ging es für den Klub mit 19 Punkten über den 10. Platz runter in die First Division. Zur Saison 2003/04 gab es dann wieder eine gemeinsame Liga, in welcher die Mannschaft mit 13 Punkten über den zehnten Platz die Spielzeit beenden sollte. Nach der Folgesaison gelang es mit 27 Punkten über den dritten Platz sich sogar für die Play-offs zur Meisterschaft zu qualifizieren. In welchem die Mannschaft allerdings nur einen einzigen Punkt holen sollte. Nach der Spielzeit 2005/06 ging es als neunter mit 29 Punkten wieder hinunter ins Unterhaus. Nachdem es dem Klub nicht gelang in den folgenden Saisons aus eigener Kraft wieder aufzusteigen, bekam der Klub seine Erstklassigkeit in Form einer erneuten Zusammenlegung der Ligen, zur Saison 2013/14, wieder. Nach der Spielzeit 2016/17 wurde die Liga wieder geteilt und die Mannschaft ging mit 27 Punkten über den elften Platz wieder in die zweite Liga. Zur Saison 2019/20 gelang wieder ein Aufstieg in die erste Liga. Eigentlich hätte die Mannschaft am Ende der Spielzeit mit lediglich acht Punkten über den letzten Platz direkt wieder absteigen müssen. Es wurde jedoch entschieden die Liga zur nächsten Saison wieder mit den restlichen Mannschaft aus der zweiten Liga aufzufüllen, womit der Abstieg entfiel.

## Erfolge
- Kuwait Emir Cup: 1970, 1973

- Kuwaiti Division One: 1967/68, 1988/89, 2018/19, 2023/24

- Kuwait FA Cup: 2002/03

- Kuwait Joint League: 1972/73, 1973/74